# David Bradley (acteur)
Pour les articles homonymes, voir David Bradley et Bradley.
David Bradley est un  acteur britannique né le 17 avril 1942 à York, dans le Yorkshire.
Homme de théâtre ayant notamment évolué à la Royal Shakespeare Company, il glane en 1991 le Laurence Olivier Award de la meilleure performance dans un second rôle pour son rôle dans la pièce Le Roi Lear et apparait dans diverses œuvres devant la caméra à partir des années 1970.
Il se fait connaître du monde entier grâce au rôle du concierge de Poudlard Argus Rusard dans l'adaptation cinématographique des livres Harry Potter (2001-2011). Il enchaine par la suite les rôles plus exposés, apparaissant au cinéma dans les comédies Hot Fuzz (2007) et The World's End (2013) d'Edgar Wright et interprétant notamment à la télévision, Walder Frey dans la série Game of Thrones (2011-2017) et Jack Marshall dans la série Broadchurch (2013). Il devient également un fidèle de la franchise Doctor Who, jouant dans un premier temps Solomon en 2012 dans un épisode de la série, puis William Hartnell, le Premier Docteur dans le docudrame An Adventure in Space and Time diffusé en 2013. En 2017, il revient dans la série en tant que Premier Docteur, d'abord dans les épisodes Le Docteur tombe et Il était deux fois puis dans la série audio Doctor Who: The First Doctor Adventures (en) (2017-) et dans le court-métrage Doctors Assemble ! (2020). Il reprend le personnage en 2022 dans l'épisode Le Pouvoir du Docteur.
Entre 2014 et 2017, il joue les premiers rôles dans la série horrifique The Strain de Guillermo Del Toro, qui le voit tenir le rôle d'Abraham Setrakian, un chasseur de strigoi. La série marque la première collaboration entre les deux hommes, Bradley donnant de sa voix à Merlin dans les différentes œuvres Les Contes d'Arcadia (2017-2021) puis au sculpteur sur bois Geppetto dans le film Pinocchio (2022).

## Biographie

### Jeunesse  et formation
Né à York, David Bradley étudie à la St. George's RC Secondary School. Il est membre de la chorale et participe à des productions musicales. Il déménage à Londres à la fin des années 1960 pour suivre des cours à la Royal Academy of Dramatic Art.

### Carrière
Un de ses tous premiers rôles, si ce n'est le premier, est celui de Colin Woodcock dans A Family at War (en) en 1971. Il apparaît par la suite dans de nombreuses séries télévisées britanniques en tant qu'invité comme Casualty, Inspecteur Frost ou encore Inspecteur Barnaby.
En 1991, il est récompensé d'un Laurence Olivier Award de la meilleure performance dans un second rôle pour son interprétation du fou du roi dans la pièce Le Roi Lear (King Lear) dans Le Roi Lear au Royal National Theatre. Il est une nouvelle fois nommé dans la même catégorie en 1993 pour sa prestation dans Henri IV (deuxième partie).
En 1996, il joue dans la série britannique Our Friends in the North (en).
De 2001 à 2011, il incarne le concierge de Poudlard Argus Rusard dans l'adaptation cinématographique des livres Harry Potter de J. K. Rowling. La franchise, qui regroupe tout un pan du cinéma et de la télévision britannique, est un immense succès commercial, permettant ainsi de mettre en avant des acteurs comme Bradley qui jouent un rôle secondaire dans les films,,.
En 2007, il collabore pour la première fois avec le réalisateur Edgar Wright qui lui donne un petit rôle dans la comédie Hot Fuzz, deuxième volet de la Blood and Ice Cream Trilogy.
En 2009, il est nommé au Laurence Olivier Award dans la catégorie meilleur acteur pour son rôle dans la pièce No Man's Land.

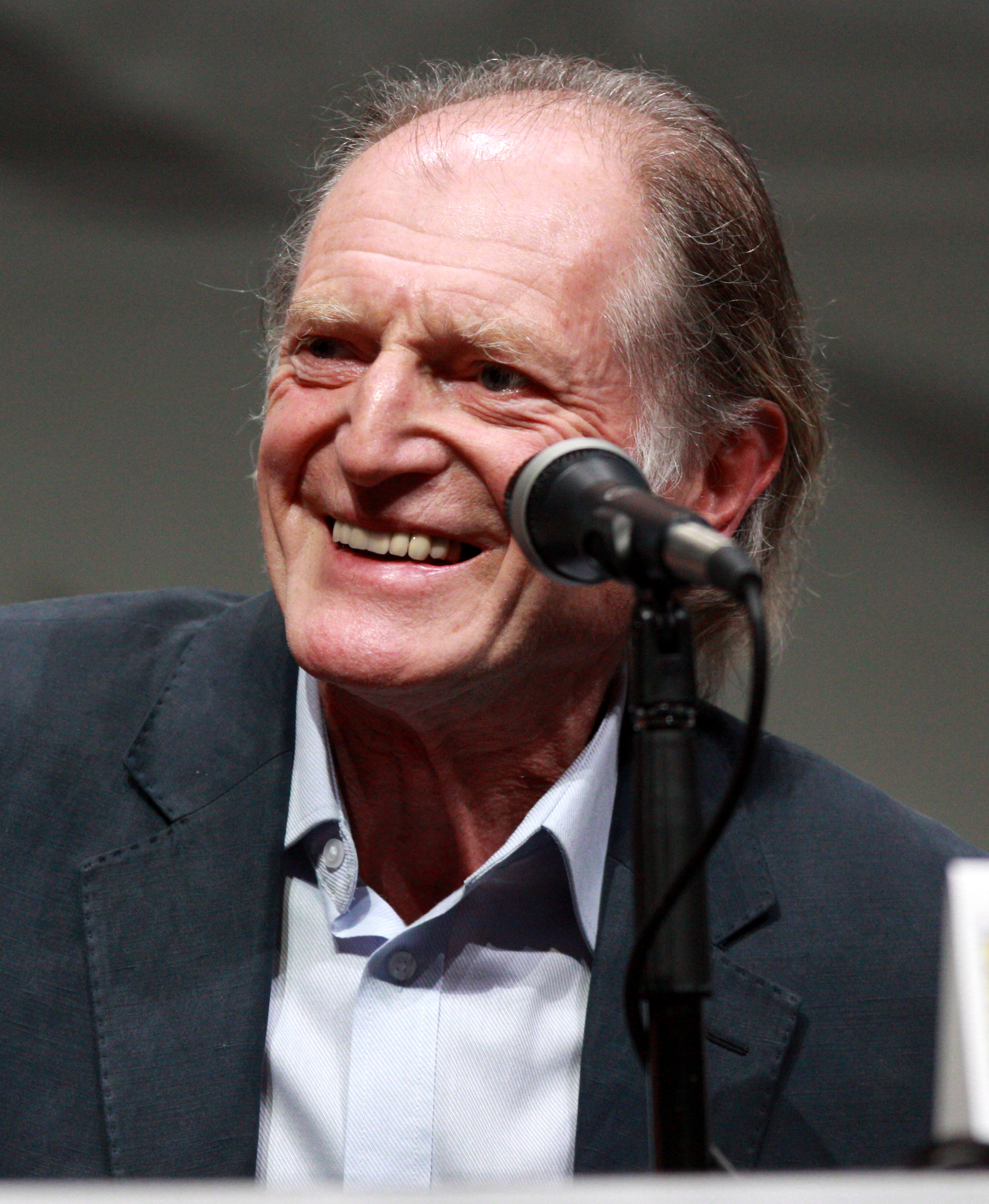
L'acteur en 2013 durant le San Diego Comic-Con.

En 2011, il tient le bref rôle du gardien de la tour dans le film Captain America: First Avenger de Joe Johnston, cinquième film de l'univers cinématographique Marvel. La même année, il intègre également la série de fantasy Game of Thrones à partir du neuvième épisode de la première saison. Bradley incarne jusqu'en 2017 l'exécrable Walder Frey dans six épisodes, dont Les Pluies de Castamere qui est considéré comme un des meilleurs de la série,,,.
En 2012, il intègre la franchise Doctor Who en jouant l'antagoniste Solomon dans l'épisode Des dinosaures dans l’espace. L'année suivante, il interprète cette fois-ci William Hartnell, premier acteur à avoir joué le Docteur dans un téléfilm An Adventure in Space and Time, racontant la création de la série Doctor Who qui fête ses cinquante ans. Il se fait également remarquer pour son rôle de Jack Marshall	dans le drame policier télévisé Broadchurch, qui lui vaut le British Academy Television Awards du Meilleur acteur dans un second rôle. Enfin, il retrouve le réalisateur Edgar Wright dans la comédie The World's End, troisième volet de la Blood and Ice Cream Trilogy.
De 2014 à 2017, il interprète le professeur Abraham Setrakian, un survivant de l'Holocauste et chasseur de strigoi dans la série horrifique The Strain de Guillermo del Toro, qui adapte ici ses propres romans. Le rôle, qui devait être originellement tenu par John Hurt, marque également la première collaboration entre Bradley et le cinéaste mexicain.
En 2017, il reprend le rôle du Premier Docteur de William Hartnell à la fin de l'épisode The Doctor Falls de la série Doctor Who. Il est aussi présent lors de l'épisode de Noël de cette même année, Il était deux fois, pour reprendre le même rôle.
Il retrouve Del Toro en 2017, qui le fait jouer le rôle de Merlin dans la série d'animation Chasseurs de trolls : Les Contes d'Arcadia. Il reprend le rôle en 2020 dans la série Mages et Sorciers ainsi qu'en 2021 dans le film Trollhunters: Rise of the Titans[réf. nécessaire]. En 2021, il obtient l'Annie Award de la meilleure prestation vocale dans une série ou production TV grâce à son rôle dans la série Mages et Sorciers.
En 2019, il apparaît dans le clip officiel du titre Youth and Love, interprété par Jack Savoretti (en) et Mika. La même année, et ce jusqu'en 2022, il tient le rôle du père de Ricky Gervais souffrant de démence dans la série After Life créée par ce dernier.
En 2022, il joue un sans abri dans  la série The Responder portée par Martin Freeman ainsi que Lord Gideon Sidebottom dans la comédie médiévale Catherine Called Birdy (en) de Lena Dunham,.  En octobre, il reprend le rôle du premier Docteur dans l'épisode Le Pouvoir du Docteur. En décembre, il tient le rôle de Geppetto dans le film d'animation en volume, Pinocchio, de Del Toro.

## Filmographie

### Cinéma

#### Films
- 1987 : Prick Up Your Ears de Stephen Frears : un entrepreneur
- 1998 : À la recherche du passé de Jeroen Krabbé : le concierge
- 1999 : Tom's Midnight Garden de Willard Carroll : Abel
- 2000 : Le roi est vivant de Kristian Levring : Henry
- 2001 : Coup de peigne de Paddy Breathnach : Noah
- 2001 : Gabriel & Me de Udayan Prasad : grand-père
- 2001 : Harry Potter à l'école des sorciers de Chris Columbus : Argus Rusard
- 2002 : This Is Not a Love Song de Bille Eltringham : M. Bellamy
- 2002 : The Intended de Kristian Levring : le prêtre
- 2002 : Harry Potter et la Chambre des secrets de Chris Columbus : Argus Rusard
- 2002 : Nicholas Nickleby de Douglas McGrath : Nigel Bray
- 2004 : Harry Potter et le Prisonnier d'Azkaban d'Alfonso Cuarón : Argus Rusard
- 2004 : L'Exorciste : Au commencement de Renny Harlin : père Gionetti
- 2005 : Red Mercury de Roy Battersby : Neil Ashton
- 2005 : Harry Potter et la Coupe de feu de Mike Newell : Argus Rusard
- 2007 : Hot Fuzz d'Edgar Wright : Arthur Webley
- 2007 : Harry Potter et l'Ordre du Phénix de David Yates : Argus Rusard
- 2008 : The Daisy Chain d'Aisling Walsh : Sean Cryan
- 2008 : I Know You Know de Justin Kerrigan : M. Fisher
- 2009 : Harry Potter et le Prince de sang-mêlé de David Yates : Argus Rusard
- 2009 : Harry Brown de Daniel Barber : Leonard Attwell
- 2010 : Another Year de Mike Leigh : Ronnie
- 2011 : Harry Potter et les Reliques de la Mort, partie 2 de David Yates : Argus Rusard
- 2011 : Captain America: First Avenger de Joe Johnston : Tower Keeper
- 2011 : The Holding de Susan Jacobson : Cooper
- 2013 : Le Dernier Pub avant la fin du monde (The World's end) d'Edgar Wright : Basil
- 2013 : Crazy Joe de Steven Knight : Billy
- 2017 : The Lodgers : M. Bermingham
- 2021 : Jolt : Gareth Fizel
- 2022 : Catherine Called Birdy (en) de Lena Dunham :  Lord Gideon Sidebottom, père d'Aelis
- 2025 : Dr. Frankenstein de Guillermo del Toro

#### Film d'animation
- 2022 : Pinocchio de Guillermo del Toro et Mark Gustafson : Geppetto

### Télévision

#### Téléfilms
- 1983 : Tartuffe, or The Impostor de Bill Alexander : Cléante
- 1996 : In Your Dreams de Simon Cellan Jones : tuteur
- 1996 : Kiss and Tell de David Richards : Superintendent Hines
- 1997 : The Moth (en) de Roy Battersby : Dave Waters
- 1998 : Reckless: The Movie de David Richards : Arnold Springer
- 2001: Murphy's Law de John Strickland : Hatcher Snr.
- 2001 : Sweet Dreams de Ian D. Fleming : Jim
- 2003 : The Mayor of Casterbridge de David Thacker : Councillor Vatt
- 2005 : Mr. Harvey Lights a Candle de Susanna White : Archie
- 2006 : Sweeney Todd (fi) de David Moore : le père de Sweeney
- 2012 : Bad Sugar de Ben Palmer : Ralphfred Cauldwell
- 2013 : An Adventure in Space and Time de Terry McDonough : William Hartnell
- 2013 : Doctor Who Reconstructions de Terry McDonough : le Docteur (4 courts-métrages)
- 2020 : Doctors Assemble ! : le Docteur (court-métrage)

#### Séries télévisées
- 1971 : Nearest and Dearest (épisode : Barefaced in the Park) : Second policier
- 1971 : A Family at War : Colin Woodcock
- 1972 : ITV Saturday Night Theatre (épisode : Another Sunday and Sweet F.A) : Parker Street Goalie
- 1972 : Thirty-Minute Theatre (en) (épisode : That Quiet Earth) : Evangelist
- 1978 : Les Professionnels (épisode : Les Terroristes) : Tony Kristo
- 1981 : Play for Today (épisode : The Union) : Communist speaker
- 1981 : BBC2 Playhouse (épisode : Clapperclaw ) : Wike
- 1985 : One by One (épisode : To Hear the Sea Maid's Music) : Mr. Fazakerly
- 1985 : Theatre Night (épisode : Molière) : Charron / Voix de Staline
- 1986 : King of the Ghetto : Ralph
- 1989 : Shadow of the Noose (mini-série) : Edward Lawrence
- 1989 : The Play on One (épisode : A Master of the Marionettes) : Harry
- 1992 : Screenplay (épisode : Bad Girl) : Mr. Preach
- 1992 : Between the Lines (épisode : Lies and Damned Lies) : Sergent Harry Ross
- 1993 : Full Stretch (épisode : Deals on Wheels) : Don Naylor
- 1993 : The Buddha of Suburbia (mini-série) de Roger Michell : le père d'Helen
- 1994 : Screen Two (épisode : Criminal) : le directeur
- 1994 : Performance (épisode : Measure for Measure) : Barnadine
- 1994 : Martin Chuzzlewit (mini-série) de Pedr James : David Crimple
- 1995 : The Vet (épisode : Relative Values) : Dick Sims
- 1995 : Casualty (épisode : Hit and Run) : Stanmore
- 1996 : Inspecteur Frost (épisode : Soldat inconnu) : Les James
- 1996 : Band of Gold (épisode : Hustling) : Alf
- 1996 : Our Friends in the North (mini-série) : Eddie Wells
- 1996 : Wycliffe (épisode : Perdu corps et bien) : Joe Mawnan
- 1996 : Cracker (épisode : White Ghost) : Frank Carter
- 1997 : Reckless (mini-série) : Arnold Springer
- 1997 : Bramwell (mini-série) : Charles Matthews
- 1998 : Our Mutual Friend (mini-série) de Julian Farino : Rogue Riderhood
- 1998 : Where the Heart Is (épisode :  She Goes On) : Derek Woodford
- 1998 : Vanity Fair de Marc Munden : Sir Pitt Crawley (mini-série)
- 2000 : The Wilsons : Ray Wilson
- 2000 : Black Cab (épisode : Marriage Guidance) : Gerald
- 2001 : Shades (mini-série) : Alan Roberts
- 2001 : The Way We Live Now (mini-série) : Mr. Broune
- 2002 à 2004 : Wild West : Old Jake
- 2003 : Inspecteur Barnaby (épisode : L'Homme du bois) : Tom
- 2003 : Charles II: The Power & the Passion (mini-série) : Sir Edmund Berry Godfrey
- 2003 : Blue Dove (mini-série) : Max Turnbull
- 2004 : Blackpool (mini-série) : Hallworth
- 2006 : Taggart (épisode : Law) : Elijah Buckland
- 2006-2008 : Ideal : Stemroach
- 2007 : Thieves Like Us : Electric
- 2007 : True Dare Kiss : Stanley Tyler
- 2008 : Discworld de Vadim Jean (mini-série) : Cohen le Barbare
- 2008 : The Invisibles : 'Knacker' Locke
- 2009 : Les Tudors (épisode : Le Sans Pareil) : Will
- 2009 : Ashes to Ashes : Robin Elliot
- 2009 : The Street : Joe
- 2010 : Five Daughters : Patrick Palmer
- 2010 : Flics toujours (épisode : Dead Man Talking) : Simon Beswick / John Plummer
- 2010 : The Sarah Jane Adventures : Shansheeth Blue (voix - épisode : Death of the Doctor)
- 2011 : Meurtres en sommeil : George Barlow (épisode : Le tortionnaire, parties 1 et 2)
- 2011-2013, 2016 et 2017 : Game of Thrones : Walder Frey (6 épisodes, saisons 1, 3, 6 et 7)
- 2012 : Eternal Law : Mack Steen
- 2012 : Benidorm : Stan Garvey
- 2012 : The Hollow Crown (épisode : Richard II) : le jardinier (1 épisode)
- 2012 : Bad Education (épisode : School Trip) : Ennis
- 2012, 2017 et 2022 : Doctor Who : Solomon (Des dinosaures dans l’espace) et le Docteur, 1re incarnation (Il était deux fois, Le Docteur tombe et Le Pouvoir du Docteur)
- 2012 : Un monde sans fin: Frère Joseph (4 épisodes)
- 2012-2013 : Prisoners' Wives : Frank (8 épisodes)
- 2012-2013 : Mount Pleasant : Charlie (19 épisodes)
- 2013 : Broadchurch : Jake Marshall (5 épisodes)
- 2014-2017 : The Strain : Abraham Setrakian (46 épisodes)
- 2014 : Silk : Juge Reynolds (1 épisode)
- 2015 : Beowulf : Retour dans les Shieldlands (Beowulf: Return to the Shieldlands) : Gorrik (1 épisode)
- 2016 : Les Médicis : Maîtres de Florence : Bardi (1 épisode)
- depuis 2018 : Britannia : Quane (11 épisodes - en cours)
- 2019-2022 : After Life : Ray Johnson (14 épisodes)
- 2020 : Gangs of London : Jim (1 épisode)
- depuis 2020 : Mandy (en) : Frank (1 épisode - en cours)
- 2022 : The Responder : Davey (2 épisodes)

#### Séries d'animation
- 2017-2018 : Chasseurs de trolls (Trollhunters: Tales of Arcadia) : Merlin : (9 épisodes)
- 2020 : Mages et Sorciers : Les Contes d'Arcadia (Wizards) : Merlin (10 épisodes)
- 2021 : Adventure Time: Distant Lands (en) : Old Finn (1 épisodes)

### Jeu vidéo
- 2020 : Trollhunters: Defenders of Arcadia : Merlin

## Fiction audio
- depuis 2017 : Doctor Who: The First Doctor Adventures (en) : le Docteur

## Distinctions

### Récompenses
- Laurence Olivier Awards 1991 (en) : Meilleure performance dans un second rôle pour Le Roi Lear (King Lear)
- British Academy Television Awards 2014 : Meilleur acteur dans un second rôle pour Broadchurch
- Annie Awards 2021 : Meilleur prestation vocale dans une série ou production TV pour Mages et Sorciers : Les Contes d'Arcadia (Wizards)

### Nominations
- Laurence Olivier Awards 1993 (en) : Meilleure performance dans un second rôle pour Henri IV (deuxième partie)
- Laurence Olivier Awards 2009 (en) : Meilleur acteur pour No Man's Land

## Voix francophones
En version française, David Bradley n'a pas de voix régulière. Dans la série de films Harry Potter, il a été doublé par Serge Lhorca dans Harry Potter à l'école des sorciers, Harry Potter et la Chambre des secrets, Harry Potter et l'Ordre du Phénix ainsi que par Jean Lescot dans Harry Potter et le Prisonnier d'Azkaban, Harry Potter et le Prince de sang-mêlé et Harry Potter et les Reliques de la Mort, partie 2.
Marc Cassot l'a doublé dans Broadchurch ainsi que dans les deux premières saisons de The Strain, dans laquelle il a été remplacé par Michel Paulin à la suite de son décès. Georges Claisse l'a doublé dans Another Year et remplace Richard Leblond dans Game of Thrones à partir de la saison 3. À titre exceptionnel, David Bradley a été doublé par Achille Orsoni dans Coup de peigne, Jean-Pierre Leroux dans L'Exorciste : Au commencement, Benoît Van Dorslaer dans Doctor Who, Serge Bourrier dans Harry Brown, Michel Ruhl dans Les Médicis : Maîtres de Florence, Bertrand Dingé dans Les Misérables (en), Philippe Dumond dans Britannia, Michel Bedetti dans After Life, Michel Hinderyckx dans Gangs of London, Emmanuel Karsen dans Jolt et Philippe Ariotti dans Ton Noël ou le mien ? (en).
Le doublant une première fois en 2008 dans Discworld, Jean-Claude Donda le retrouve en 2022 dans Le Livre de Catherine (en). En 2023, Michel Paulin le retrouve dans L'Effet veuf (en).